# Ватнснес
Ватнснес (исл. Vatnsnes) — полуостров на севере Исландии, в регионе Нордюрланд-Вестра. Вдаётся в залив Хунафлоуи, являющийся частью Гренландского моря.
С запада Ватнснес омывают воды Мид-фьорда, с востока — Хуна-фьорда. На полуострове расположена одна из крупнейших в Исландии колоний тюленей и нерпы наряду с Hindisvík и Ósar. В западной части Ватнснеса находится небольшой город Хваммстаунги, известный своим музеем, посвящённым тюленям. На северной оконечности полуострова расположено покинутое поселение Hindisvík.

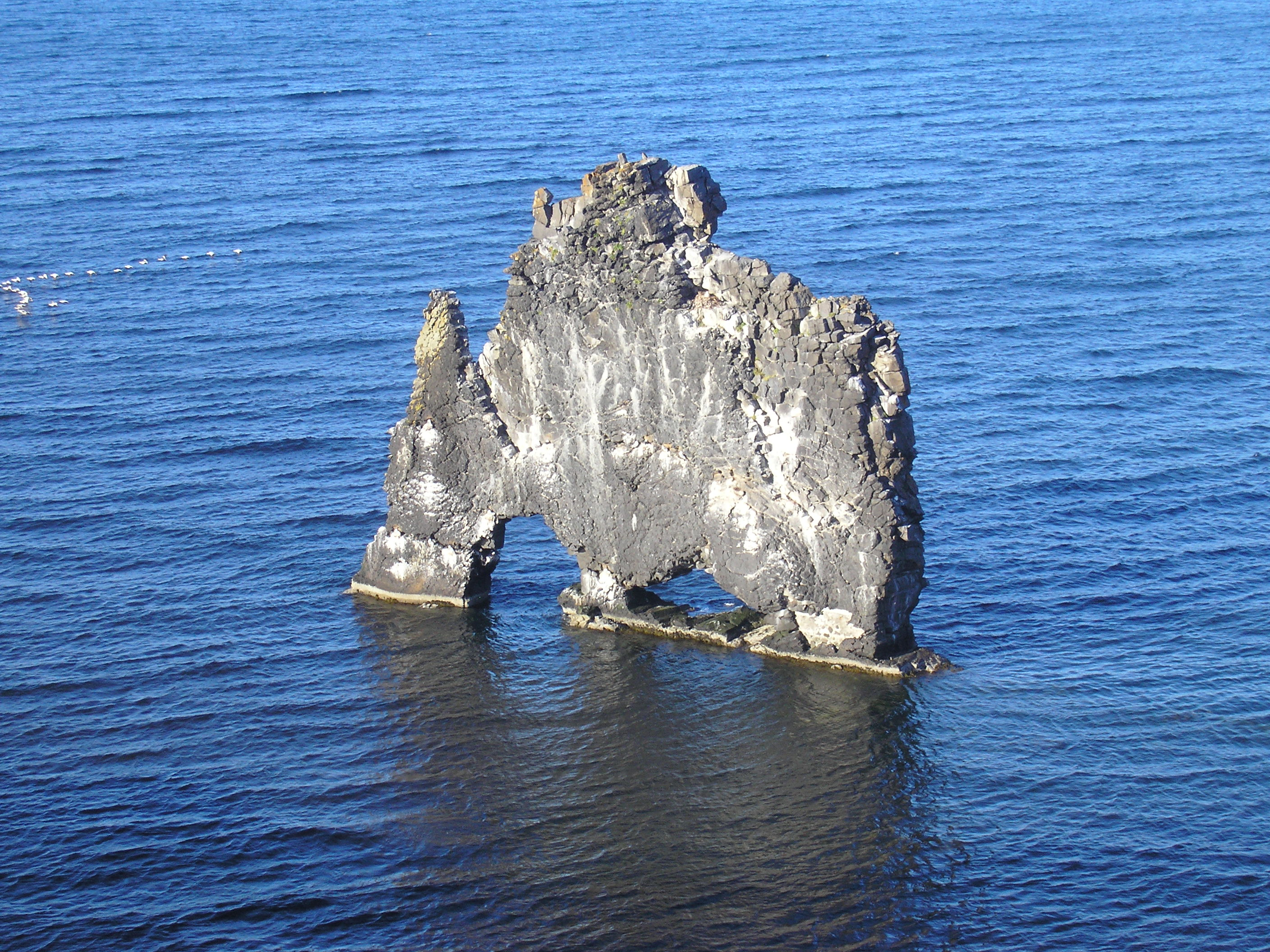
Скала Хвитсеркюр

Среди геологических особенностей полуострова Ватнснес можно отметить Borgarvirki, некк, который в сагах об исландцах использовался в качестве крепости, и Хвитсеркюр, 15-метровую базальтовую скалу близ восточного побережья. Неподалёку расположена лагуна Хоуп.